# AvtoVAZ
Az AvtoVAZ (oroszul: АвтоВАЗ) oroszországi járműgyártó vállalat, Oroszország legnagyobb személygépkocsi-gyártója. Legismertebb, egyben legnagyobb darabszámban gyártott gépkocsimárkája a Lada.
Központja Oroszország Szamarai területén, Togliatti városában található, nyílt részvénytársasági formában működik. 1966–1971 között Volgai Autógyár, rövidítve VAZ (Volzsszkij Avtomobilnij Zavod), majd 1971-től AvatoVAZ Volgai Gépkocsigyártó Termelési Egyesülés (Volzsszkoje Objegyinyenyije Po Proizvodsztvu Legkovih Avtomobilej) néven működik.
A szovjet időszakban gyártott autómárkái a Zsiguli, Lada és Oka voltak. Napjainkban csak a Lada márkanevet használja.